# Acétylacétonate de rhodium
L’acétylacétonate de rhodium, ou 2,4-pentanedionate de rhodium, est un complexe de formule chimique Rh(O2C5H7)3, parfois écrite Rh(acac)3. Ce complexe a une géométrie de symétrie D3. Il s'agit d'un solide jaune orangé soluble dans les solvants organiques. On peut l'obtenir à partir de trihydrate de chlorure de rhodium(III) RhCl3(H2O)3 et d'acétylacétone CH3COCH2COCH3.  Ses différents énantiomères ont été résolus par séparation de ses adduits avec l'acide dibenzoyltartrique.